# Hormonal (álbum)
Hormonal es el segundo disco solista de la cantante argentina Hilda Lizarazu, ex Man Ray. Fue editado en 2007 por el sello Leader Music y producido por ella misma, Lito Castro y Federico Melioli.
En la última pista, una versión de la canción de Charly García "Buscando un símbolo de paz", participan como invitados Ricardo Mollo en guitarra y David Lebón en armónica y coros.

## Músicos
- Hilda Lizarazu: Voces, Guitarras Acústicas
- Federico Melioli: Bajo
- Amílcar Vázquez: Arreglos de Guitarras Eléctricas, Guitarras Acústicas, y coros
- Lito Castro: Programación, Teclados
- Claudio Salas: Batería, Percusión
- Arreglos de cuerdas en "La lluvia": Marco Pollice
- Violín en "La LLuvia": Federico Fabbris

## Lista de temas
1. D10S - (Lizarazu - Melioli) - 03:47
2. Viaje fantástico (Lizarazu - Melioli)	- 03:30
3. Hormonal (Castro - Lizarazu - Melioli - Salas - Vázquez) - 03:42
4. La lluvia (Lizarazu - Melioli) - 03:11
5. Palermo Hollywood (Lizarazu - Melioli) - 03:23
6. Transmisión (Lizarazu) - 03:01
7. Hace frío ya (Migliacci - Mattone) - 02:33
8. La calma (Lizarazu - Melioli)	- 03:54
9. Noche de invierno (Lizarazu) - 02:48
10. Amenazas (Lizarazu) - 03:31
11. Niebla (Lizarazu) - 03:34
12. Buscando un símbolo de Paz (C.García)	- 08:21

- Datos: Q5902219